# Irena Nadolna-Szatyłowska
Irena Nadolna-Szatyłowska (ur. 25 stycznia 1932 w Wielkim Klinczu, zm. 26 czerwca 2024) – polska nauczycielka, pierwsza na świecie i jedyna w Polsce licencjonowana sędzia żużlowa, pasjonatka szybownictwa, spadochroniarstwa i żużla. Nazywana „żelazną damą” polskiego żużla. 

## Życiorys
Urodziła się w Wielkim Klinczu jako córka Maksymiliana Nadolnego. Uczyła się w Liceum Ogólnokształcącym im. Józefa Wybickiego w Kościerzynie. Planowała studia w Oficerskiej Szkole Lotniczej Wojska Polskiego w Dęblinie, jednak nie dostała zgody rodziców. Ukończyła studia pedagogiczne. W latach 1952–1953 pracowała jako nauczycielka w szkole w Piechowicach, później w Zasadniczej Szkole Zawodowej w Kościerzynie, później w Dyrekcji Okręgowej Szkolenia Zawodowego w Gdańsku.
Ukończyła lotnicze kursy teoretyczne i praktyczne na lotnisku we Wrzeszczu. Pierwszy lot szybowcem odbyła w 1956 roku. Jeździła na pokazy lotnicze i skakała ze spadochronem. 1 maja 1958, podczas uroczystości miejskich związanych z obchodami 1 maja, przeleciała szybowcem nad tłumem zebranym niedaleko Dworca Głównego w Gdańsku. Musiała awaryjnie lądować, ale przelot odbił się szerokim echem w prasie krajowej.
Po uzyskaniu prawa jazdy na samochód i motocykl zaproponowano jej dołączenie do sekcji dziewcząt w klubie motocyklowym. Sport żużlowy zaczęła uprawiać w roku 1955. Jej trenerem był żużlowiec Jerzy Dąbrowski, motocyklista z doświadczeniem zdobytym w latach 30. i 40. XX w. Następnie pełniła funkcję wirażowej. Od 1955 brała udział w ogólnopolskich rajdach motocyklowych kobiet jako jedna z 30 zawodniczek.
W 1964 zdobyła licencję sędzi żużlowej. Sprzymierzeńcami w dążeniu do uzyskania przez nią licencji byli Rościsław Słowiecki i Władysław Pietrzak. Drugi agitował w Międzynarodowej Federacji Motocyklowej, by ta zrobiła wyjątek dla kobiety, ponieważ przepisy FIM nie przewidywały dotąd, że kobieta może sędziować zawody. W nowej roli debiutowała 6 września 1964, sędziując mecz Stali Toruń z Tramwajarzem Łódź. Cieszyła się zaufaniem i sympatią polskich gwiazd żużla. Jej pracę docenili zagraniczni żużlowcy, np. Ove Fundin, choć nie od razu. Początkowo podważano jej kompetencje. Wielokrotnie doświadczyła seksizmu ze strony przedstawicieli środowiska zawodowego i pomyłek, np. w nazwisku, popełnianych przez dziennikarzy. Zyskała uznanie kibiców. W 1977 skończyła seminarium dla sędziów wyścigów międzynarodowych. Sędziowała 224 imprezy, w tym 32 międzynarodowe. Karierę zakończyła 25 października 1987, a ostatnim jej występem było sędziowanie podczas Turnieju o Łańcuch Herbowy w Ostrowie Wielkopolskim. Wówczas 12 tys. kibiców odśpiewało jej Sto lat.
W 1986 była członkinią ORMO.
W latach 1987–1990 pełniła funkcję komisarza sportowego Głównej Komisji Sportu Żużlowego. Szkoliła przyszłych sędziów. Prowadziła seminaria, była komisarzem zawodów, do 1992 prowadziła chronometraż.
Do 1999 była wizytatorką szkół zawodowych w Pomorskim Kuratorium Oświaty w Gdańsku.
Mieszkała w Gdańsku w pobliżu stadionu żużlowego. Do śmierci brała udział w zawodach żużlowych jako kibicka.

## Upamiętnienie
W 2001 znalazła się w plebiscycie Gdańszczanin tysiąclecia organizowanym przez wydawany na Pomorzu Gdańskim (szczególnie w Trójmieście) miesięcznik „30 Dni”.
Była jedną z bohaterek projektu o kobietach Gdańska pt. Gdańskie miniatury (spacer w 2013 pod hasłem Kobiety z charakterem). Materiały opracował Krzysztof Murawski.
Jest jedną z bohaterek trasy prekursorek po Starym i Głównym Mieście w Gdańsku, powstałej w ramach projektu Metropolitanka, organizowanej przez Instytut Kultury Miejskiej w Gdańsku. Autorką trasy jest Anna Zielińska-Fedoruk. 
W 2018 roku powstał dedykowany jej biogram w ramach projektu Stowarzyszenia Arteria i Instytutu Kultury Miejskiej "100 kobiet na 100-lecie praw wyborczych” dofinansowanego ze środków Miasta Gdańska. 
W 2021 twórczynie projektu Metropolitanka działającego przy Instytucie Kultury Miejskiej w Gdańsku przygotowały serię podcastów pod hasłem Pionierki. Jedną z bohaterek jest Irena Nadolna-Szatyłowska. Jest też bohaterką cyklicznych spacerów prowadzonych przez twórczynie projektu.
29 maja 2024 Irenę Nadolną-Szatyłowską wpisano do Księgi Rekordów Guinnessa jako pierwszą kobietę sędzię żużlową na świecie. Planowany przy tej okazji mural jej poświęcony odsłonięto 6 września 2024, w 60. rocznicę jej debiutu sędziowskiego. Autorem muralu jest gdański artysta Piotr Jaworski. Mural umieszczono na podporze wiaduktu przy ul. Elbląskiej w Gdańsku, w pobliżu stadionu żużlowego i mieszkania bohaterki, w miejscu, które sama wybrała. Inicjatorkami upamiętnienia są dziennikarka radiowa Magdalena Świerczyńska-Dolot oraz przewodniczka i edukatorka Anna Zielińska-Fedoruk. One również zainicjowały wpisanie bohaterki do Księgi Rekordów Guinnessa. Mural powstał na podstawie jej portretu wykonanego przez fotografa Krzysztofa Mystkowskiego. 